# Tanjung Alai (Muara Sipongi)
Tanjung Alai is een bestuurslaag in het regentschap Mandailing Natal van de provincie Noord-Sumatra, Indonesië. Tanjung Alai telt 742 inwoners (volkstelling 2010).